# Гришина, Марина Михайловна
Марина Михайловна Гришина (род. 24 октября 1988, Павловская, Краснодарский край) — российская легкоатлетка, специализирующаяся в прыжках и спринте. Трёхкратная чемпионка Сурдлимпийских игр (2013, 2017). Многократный победитель и призёр чемпионатов мира, Европы и России среди глухих спортсменов. Заслуженный мастер спорта России (2013).

## Биография
Марина Михайловна Гришина родилась 24 октября 1988 года в станице Павловская Краснодарского края. С 1996 по 2008 год обучалась в коррекционной школе по слуху в Тихорецке и ДЮСШ «Альтаир». Окончила факультет физической культуры и спорта Кубанского государственного университета физической культуры, спорта и туризма.
Начала заниматься лёгкой атлетикой во время учёбы в школе. В дальнейшем среди тренеров Марины были Сергей Чернов, Ирина Мельник и Игорь Фурсин.

## Основные результаты
| Год  | Соревнования        | Место проведения             | Дисциплина   | Место | Результат |
| ---- | ------------------- | ---------------------------- | ------------ | ----- | --------- |
| 2009 | Сурдлимпийские игры | Тайбэй, Китайская Республика | 100 м        | (sf)  |           |
| 2009 | Сурдлимпийские игры | Тайбэй, Китайская Республика | эст. 4×100 м | 5     | 49,38     |
| 2009 | Сурдлимпийские игры | Тайбэй, Китайская Республика | длина        | 5     | 5,53 м    |
| 2013 | Сурдлимпийские игры | София, Болгария              | 100 м        | 2     | 12,18     |
| 2013 | Сурдлимпийские игры | София, Болгария              | эст. 4×100 м | 3     | (sf)      |
| 2013 | Сурдлимпийские игры | София, Болгария              | длина        | 1     | 6,01 м    |
| 2013 | Сурдлимпийские игры | София, Болгария              | тройной      | 3     | 12,45 м   |
| 2017 | Сурдлимпийские игры | Самсун, Турция               | 100 м        | 3     | 12,66     |
| 2017 | Сурдлимпийские игры | Самсун, Турция               | эст. 4×100 м | 1     | 47,05     |
| 2017 | Сурдлимпийские игры | Самсун, Турция               | длина        | 1     | 5,96 м    |

## Награды и звания
- Почётный гражданин Павловского района (2013)[5].
- Заслуженный мастер спорта России (2013).
- Благодарность Президента Российской Федерации (2018)[6].